# Balongjeruk
Balongjeruk is een bestuurslaag in het regentschap Kediri van de provincie Oost-Java, Indonesië. Balongjeruk telt 2446 inwoners (volkstelling 2010).